# Skepta/Diskografie
Diese Diskografie ist eine Übersicht über die musikalischen Werke des britischen Grime-Musikers und Musikproduzenten Skepta. Den Schallplattenauszeichnungen zufolge hat er bisher mehr als 14,2 Millionen Tonträger verkauft, davon alleine in seiner Heimat über 8,1 Millionen. Seine erfolgreichste Veröffentlichung ist die Single Praise the Lord (Da Shine) mit über sieben Millionen verkauften Einheiten.

## Alben

### Studioalben
| Jahr | Titel               | Höchstplatzierung, Gesamtwochen, AuszeichnungChartplatzierungen (Jahr, Titel, Platzierungen, Wochen, Auszeichnungen, Anmerkungen) | Höchstplatzierung, Gesamtwochen, AuszeichnungChartplatzierungen (Jahr, Titel, Platzierungen, Wochen, Auszeichnungen, Anmerkungen) | Höchstplatzierung, Gesamtwochen, AuszeichnungChartplatzierungen (Jahr, Titel, Platzierungen, Wochen, Auszeichnungen, Anmerkungen) | Höchstplatzierung, Gesamtwochen, AuszeichnungChartplatzierungen (Jahr, Titel, Platzierungen, Wochen, Auszeichnungen, Anmerkungen) | Höchstplatzierung, Gesamtwochen, AuszeichnungChartplatzierungen (Jahr, Titel, Platzierungen, Wochen, Auszeichnungen, Anmerkungen) | Anmerkungen                                              |
| Jahr | Titel               | DE | AT | CH | UK | US | Anmerkungen                                              |
| ---- | ------------------- | --- | --- | --- | --- | --- | -------------------------------------------------------- |
| 2007 | Greatest Hits       | — | — | — | — | — | Erstveröffentlichung: September 2007                     |
| 2009 | Microphone Champion | — | — | — | — | — | Erstveröffentlichung: Juni 2009                          |
| 2011 | Doin’ It Again      | — | — | — | UK19 Silber · (5 Wo.)UK | — | Erstveröffentlichung: 31. Januar 2011 Verkäufe: + 60.000 |
| 2016 | Konnichiwa          | — | — | CH38 (1 Wo.)CH | UK2 Gold · (32 Wo.)UK | US160 (1 Wo.)US | Erstveröffentlichung: 6. Mai 2016 Verkäufe: + 110.000    |
| 2019 | Ignorance Is Bliss  | DE68 (1 Wo.)DE | AT67 (1 Wo.)AT | CH26 (2 Wo.)CH | UK2 Gold · (12 Wo.)UK | — | Erstveröffentlichung: 31. Mai 2019 Verkäufe: + 107.500   |

### Kollaboalben
| Jahr | Titel    | Höchstplatzierung, Gesamtwochen, AuszeichnungChartplatzierungen (Jahr, Titel, Platzierungen, Wochen, Auszeichnungen, Anmerkungen) | Höchstplatzierung, Gesamtwochen, AuszeichnungChartplatzierungen (Jahr, Titel, Platzierungen, Wochen, Auszeichnungen, Anmerkungen) | Höchstplatzierung, Gesamtwochen, AuszeichnungChartplatzierungen (Jahr, Titel, Platzierungen, Wochen, Auszeichnungen, Anmerkungen) | Höchstplatzierung, Gesamtwochen, AuszeichnungChartplatzierungen (Jahr, Titel, Platzierungen, Wochen, Auszeichnungen, Anmerkungen) | Höchstplatzierung, Gesamtwochen, AuszeichnungChartplatzierungen (Jahr, Titel, Platzierungen, Wochen, Auszeichnungen, Anmerkungen) | Anmerkungen                                              |
| Jahr | Titel    | DE | AT | CH | UK | US | Anmerkungen                                              |
| ---- | -------- | --- | --- | --- | --- | --- | -------------------------------------------------------- |
| 2020 | Insomnia | — | — | CH81 (1 Wo.)CH | UK3 Silber · (5 Wo.)UK | — | Erstveröffentlichung: 27. März 2020 mit Chip & Young Adz |

### Mixtapes
| Jahr | Titel       | Höchstplatzierung, Gesamtwochen, AuszeichnungChartplatzierungen (Jahr, Titel, Platzierungen, Wochen, Auszeichnungen, Anmerkungen) | Höchstplatzierung, Gesamtwochen, AuszeichnungChartplatzierungen (Jahr, Titel, Platzierungen, Wochen, Auszeichnungen, Anmerkungen) | Höchstplatzierung, Gesamtwochen, AuszeichnungChartplatzierungen (Jahr, Titel, Platzierungen, Wochen, Auszeichnungen, Anmerkungen) | Höchstplatzierung, Gesamtwochen, AuszeichnungChartplatzierungen (Jahr, Titel, Platzierungen, Wochen, Auszeichnungen, Anmerkungen) | Höchstplatzierung, Gesamtwochen, AuszeichnungChartplatzierungen (Jahr, Titel, Platzierungen, Wochen, Auszeichnungen, Anmerkungen) | Anmerkungen                            |
| Jahr | Titel       | DE | AT | CH | UK | US | Anmerkungen                            |
| ---- | ----------- | --- | --- | --- | --- | --- | -------------------------------------- |
| 2012 | Blacklisted | — | — | — | UK72 (1 Wo.)UK | — | Erstveröffentlichung: 2. Dezember 2012 |

Weitere Mixtapes
- 2006: Joseph Junior Adenuga
- 2010: Been There Done That
- 2011: Community Payback
- 2015: The Tim Westwood Mix

### EPs
| Jahr | Titel   | Höchstplatzierung, Gesamtwochen, AuszeichnungChartplatzierungen (Jahr, Titel, Platzierungen, Wochen, Auszeichnungen, Anmerkungen) | Höchstplatzierung, Gesamtwochen, AuszeichnungChartplatzierungen (Jahr, Titel, Platzierungen, Wochen, Auszeichnungen, Anmerkungen) | Höchstplatzierung, Gesamtwochen, AuszeichnungChartplatzierungen (Jahr, Titel, Platzierungen, Wochen, Auszeichnungen, Anmerkungen) | Höchstplatzierung, Gesamtwochen, AuszeichnungChartplatzierungen (Jahr, Titel, Platzierungen, Wochen, Auszeichnungen, Anmerkungen) | Höchstplatzierung, Gesamtwochen, AuszeichnungChartplatzierungen (Jahr, Titel, Platzierungen, Wochen, Auszeichnungen, Anmerkungen) | Anmerkungen                            |
| Jahr | Titel   | DE | AT | CH | UK | US | Anmerkungen                            |
| ---- | ------- | --- | --- | --- | --- | --- | -------------------------------------- |
| 2017 | Vicious | — | — | — | — | — | Erstveröffentlichung: 31. Oktober 2017 |
| 2021 | All In  | — | — | CH79 (1 Wo.)CH | — | — | Erstveröffentlichung: 30. Juli 2021    |

## Singles

### Als Leadmusiker
| Jahr | Titel Album                              | Höchstplatzierung, Gesamtwochen, AuszeichnungChartplatzierungen (Jahr, Titel, Album, Platzierungen, Wochen, Auszeichnungen, Anmerkungen) | Höchstplatzierung, Gesamtwochen, AuszeichnungChartplatzierungen (Jahr, Titel, Album, Platzierungen, Wochen, Auszeichnungen, Anmerkungen) | Höchstplatzierung, Gesamtwochen, AuszeichnungChartplatzierungen (Jahr, Titel, Album, Platzierungen, Wochen, Auszeichnungen, Anmerkungen) | Höchstplatzierung, Gesamtwochen, AuszeichnungChartplatzierungen (Jahr, Titel, Album, Platzierungen, Wochen, Auszeichnungen, Anmerkungen) | Höchstplatzierung, Gesamtwochen, AuszeichnungChartplatzierungen (Jahr, Titel, Album, Platzierungen, Wochen, Auszeichnungen, Anmerkungen) | Anmerkungen                                                                             |
| Jahr | Titel Album                              | DE | AT | CH | UK | US | Anmerkungen                                                                             |
| --- | ---------------------------------------- | --- | --- | --- | --- | --- | --------------------------------------------------------------------------------------- |
| 2008 | Rolex Sweep Microphone Champion          | — | — | — | UK86 (1 Wo.)UK | — | Erstveröffentlichung: 15. September 2008                                                |
| 2009 | Sunglasses at Night Microphone Champion  | — | — | — | UK64 (2 Wo.)UK | — | Erstveröffentlichung: 16. März 2009                                                     |
| 2009 | Too Many Man Microphone Champion         | — | — | — | — | — | Erstveröffentlichung: 25. Mai 2009 feat. Boy Better Know                                |
| 2009 | Lush –                                   | — | — | — | — | — | Erstveröffentlichung: 12. Oktober 2009 feat. Jay Sean                                   |
| 2010 | Bad Boy Doin’ It Again                   | — | — | — | UK26 (7 Wo.)UK | — | Erstveröffentlichung: 15. März 2010                                                     |
| 2010 | Rescue Me Doin’ It Again                 | — | — | — | UK14 Silber · (8 Wo.)UK | — | Erstveröffentlichung: 27. Juni 2010                                                     |
| 2010 | Cross My Heart Doin’ It Again            | — | — | — | UK31 (3 Wo.)UK | — | Erstveröffentlichung: 17. Oktober 2010 feat. Preeya Kalidas                             |
| 2011 | So Alive Doin’ It Again                  | — | — | — | UK99 (1 Wo.)UK | — | Erstveröffentlichung: 6. Februar 2011 vs. N-Dubz                                        |
| 2011 | Amnesia –                                | — | — | — | — | — | Erstveröffentlichung: 21. Februar 2011                                                  |
| 2012 | Hold On –                                | — | — | — | UK31 (5 Wo.)UK | — | Erstveröffentlichung: 1. Januar 2012                                                    |
| 2012 | Make Peace Not War –                     | — | — | — | UK29 (2 Wo.)UK | — | Erstveröffentlichung: 13. Mai 2012                                                      |
| 2014 | That’s Not Me Konnichiwa                 | — | — | — | UK21 Platin · (3 Wo.)UK | — | Erstveröffentlichung: 13. April 2014 Verkäufe: + 600.000; feat. Jme                     |
| 2015 | Shutdown Konnichiwa                      | — | — | — | UK39 Platin · (5 Wo.)UK | — | Erstveröffentlichung: 26. April 2015 Verkäufe: + 675.000                                |
| 2016 | Ladies Hit Squad Konnichiwa              | — | — | — | UK89 (1 Wo.)UK | — | Erstveröffentlichung: 14. Februar 2016 feat. D Double E & ASAP Nast                     |
| 2016 | Man Konnichiwa                           | — | — | — | UK34 Gold · (8 Wo.)UK | — | Erstveröffentlichung: 15. April 2016 Verkäufe: + 400.000                                |
| 2017 | No Security Vicious                      | — | — | — | UK— SilberUK | — | Erstveröffentlichung: 1. März 2017                                                      |
| 2017 | Hypocrisy Vicious                        | — | — | — | — | — | Erstveröffentlichung: 4. Juli 2017                                                      |
| 2018 | Pure Water Ignorance Is Bliss            | — | — | — | UK78 (1 Wo.)UK | — | Erstveröffentlichung: 8. Mai 2018                                                       |
| 2018 | Energy (Stay Far Away) –                 | — | — | — | UK59 Platin · (15 Wo.)UK | — | Erstveröffentlichung: 20. Juni 2018 Verkäufe: + 600.000; mit Wizkid                     |
| 2018 | Stay with It –                           | — | — | — | — | — | Erstveröffentlichung: 9. August 2018 feat. Suspect & Shailan                            |
| 2018 | Neighbourhood Watch –                    | — | — | — | — | — | Erstveröffentlichung: 31. Oktober 2018 feat. LD                                         |
| 2018 | The Answer –                             | — | — | — | — | — | Erstveröffentlichung: 21. November 2018 mit Daisy Maybe                                 |
| 2019 | Wish You Were Here –                     | — | — | — | — | — | Erstveröffentlichung: 3. Februar 2019                                                   |
| 2019 | Bullet from a Gun Ignorance Is Bliss     | — | — | — | UK32 Silber · (6 Wo.)UK | — | Erstveröffentlichung: 8. Mai 2019 Verkäufe: + 200.000                                   |
| 2019 | Greaze Mode Ignorance Is Bliss           | — | — | — | UK18 Gold · (9 Wo.)UK | — | Erstveröffentlichung: 9. Mai 2019 Verkäufe: + 435.000; mit Nafe Smallz                  |
| 2019 | Kiss and Tell –                          | — | — | — | UK31 Silber · (3 Wo.)UK | — | Erstveröffentlichung: 31. Oktober 2019 Verkäufe: + 200.000; mit AJ Tracey               |
| 2020 | Papi Chulo –                             | DE— aDE | — | CH66 (4 Wo.)CH | UK37 Gold · (11 Wo.)UK | — | Erstveröffentlichung: 13. März 2020 Verkäufe: + 400.000; mit Octavian                   |
| 2021 | Cancelled Tyron                          | — | — | — | UK39 (2 Wo.)UK | — | Erstveröffentlichung: 9. Februar 2021 mit Slowthai                                      |
| 2021 | Plugged In –                             | — | — | — | UK93 (1 Wo.)UK | — | Erstveröffentlichung: 1. November 2021 mit Fumez the Engineer                           |
| 2023 | Can’t Play Myself (A Tribute to Amy) –   | — | — | — | UK28 (6 Wo.)UK | — | Erstveröffentlichung: 13. Oktober 2023                                                  |
| 2023 | Skeptacore Pt. 3 –                       | — | — | — | UK88 (1 Wo.)UK | — | Erstveröffentlichung: 8. November 2023 mit Ryder                                        |
| 2024 | Gas Me Up (Diligent) –                   | — | — | — | UK32 (4 Wo.)UK | — | Erstveröffentlichung: 26. Januar 2024                                                   |
| 2024 | Why Lie? –                               | — | — | — | UK74 (1 Wo.)UK | — | Erstveröffentlichung: 11. Oktober 2024 feat. Flo Milli                                  |
| 2025 | Cops & Robbers –                         | — | — | — | UK36 (… Wo.)UK | — | Erstveröffentlichung: 29. Mai 2025 mit Sammy Virji                                      |
| Folgende Lieder erschienen nicht als Single, wurden aber durch das Album zum Download und Streaming bereitgestellt und konnten somit eine Platzierung erlangen: |                                          | | | | | |                                                                                         |
| |                                          | | | | | |                                                                                         |
| 2007 | I Spy Greatest Hits                      | — | — | — | UK— GoldUK | — | Verkäufe: + 400.000; feat. Jammer                                                       |
| 2016 | Konnichiwa                               | — | — | — | UK41 Silber · (2 Wo.)UK | — | Verkäufe: + 200.000                                                                     |
| 2016 | Lyrics Konnichiwa                        | — | — | — | UK62 (1 Wo.)UK | — | feat. Novelist                                                                          |
| 2016 | Numbers Konnichiwa                       | — | — | — | UK69 (1 Wo.)UK | — | feat. Pharrell Williams                                                                 |
| 2016 | Corn on the Curb Konnichiwa              | — | — | — | UK73 (1 Wo.)UK | — | feat. Wiley & Chip                                                                      |
| 2016 | Crime Riddim Konnichiwa                  | — | — | — | UK88 (1 Wo.)UK | — |                                                                                         |
| 2019 | What Do You Mean Ignorance Is Bliss      | — | — | — | UK14 Silber · (8 Wo.)UK | — | Verkäufe: + 200.000; feat. J Hus                                                        |
| 2020 | Waze Insomnia                            | — | — | — | UK18 (4 Wo.)UK | — | mit Chip & Young Adz                                                                    |
| 2020 | Mains Insomnia                           | — | — | — | UK32 (3 Wo.)UK | — | mit Chip & Young Adz                                                                    |
| 2020 | Show Out Man on the Moon III: The Chosen | — | — | CH43 (2 Wo.)CH | UK37 Silber · (5 Wo.)UK | US54 (1 Wo.)US | Charteinstieg: 18. Dezember 2020 Verkäufe: + 200.000; Kid Cudi feat. Skepta & Pop Smoke |
| 2021 | Nirvana All In                           | — | — | — | UK38 (3 Wo.)UK | — | feat. J Balvin                                                                          |

### Als Gastmusiker
| Jahr | Titel Album                            | Höchstplatzierung, Gesamtwochen, AuszeichnungChartplatzierungen (Jahr, Titel, Album, Platzierungen, Wochen, Auszeichnungen, Anmerkungen) | Höchstplatzierung, Gesamtwochen, AuszeichnungChartplatzierungen (Jahr, Titel, Album, Platzierungen, Wochen, Auszeichnungen, Anmerkungen) | Höchstplatzierung, Gesamtwochen, AuszeichnungChartplatzierungen (Jahr, Titel, Album, Platzierungen, Wochen, Auszeichnungen, Anmerkungen) | Höchstplatzierung, Gesamtwochen, AuszeichnungChartplatzierungen (Jahr, Titel, Album, Platzierungen, Wochen, Auszeichnungen, Anmerkungen) | Höchstplatzierung, Gesamtwochen, AuszeichnungChartplatzierungen (Jahr, Titel, Album, Platzierungen, Wochen, Auszeichnungen, Anmerkungen) | Anmerkungen                                                                        |
| Jahr | Titel Album                            | DE | AT | CH | UK | US | Anmerkungen                                                                        |
| --- | -------------------------------------- | --- | --- | --- | --- | --- | ---------------------------------------------------------------------------------- |
| 2012 | Can You Hear Me (Ayayaya) The Ascent   | — | — | — | UK3 Platin · (19 Wo.)UK | — | Erstveröffentlichung: 19. Oktober 2012 Wiley feat. Skepta, Jme & Ms D              |
| 2017 | Ding-A-Ling Hurtin’ Me – The EP        | — | — | — | UK64 (1 Wo.)UK | — | Erstveröffentlichung: 16. November 2017 Stefflon Don feat. Skepta                  |
| 2018 | Praise the Lord (Da Shine) Testing     | DE59 Gold · (11 Wo.)DE | AT38 (6 Wo.)AT | CH14 Gold · (20 Wo.)CH | UK18 ×2Doppelplatin · (21 Wo.)UK | US45 ×4Vierfachplatin · (8 Wo.)US | Erstveröffentlichung: 26. Juni 2018 Verkäufe: + 7.043.333; ASAP Rocky feat. Skepta |
| 2018 | Jumpy (Remix) –                        | — | — | — | UK81 Silber · (4 Wo.)UK | — | Erstveröffentlichung: 20. Juli 2018 Ambush Buzzworl feat. Skepta & Chip            |
| 2018 | Money Right Don’t Gas Me               | — | — | — | UK68 (2 Wo.)UK | — | Erstveröffentlichung: 7. September 2018 Dizzee Rascal feat. Skepta                 |
| 2019 | Bet Endorphins                         | — | — | — | UK44 Silber · (12 Wo.)UK | — | Erstveröffentlichung: 27. Februar 2019 Octavian feat. Skepta & Michael Phantom     |
| 2019 | Back to Basics Music x Road            | — | — | — | UK42 Silber · (4 Wo.)UK | — | Erstveröffentlichung: 4. Juli 2019 Headie One feat. Skepta                         |
| 2020 | Red Card The Familiar Stranger         | — | — | — | UK58 (2 Wo.)UK | — | Erstveröffentlichung: 1. September 2020 Frisco feat. Skepta, Jammer, Jme & Shorty  |
| 2021 | Dimension –                            | — | — | — | UK58 (3 Wo.)UK | — | Erstveröffentlichung: 18. März 2021 Jae5 feat. Skepta & Rema                       |
| 2025 | Victory Lap USB                        | — | — | — | UK4 Silber · (… Wo.)UK | — | Erstveröffentlichung: 18. Juni 2025 Fred Again feat. Skepta & Plaqueboymax         |
| Folgende Lieder erschienen nicht als Single, wurden aber durch das Album zum Download und Streaming bereitgestellt und konnten somit eine Platzierung erlangen: |                                        | | | | | |                                                                                    |
| |                                        | | | | | |                                                                                    |
| 2017 | Skepta Interlude More Life             | — | — | — | UK35 Silber · (4 Wo.)UK | US76 (1 Wo.)US | Drake feat. Skepta                                                                 |
| 2019 | Inglorious Nothing Great About Britain | — | — | — | UK50 (2 Wo.)UK | — | Slowthai feat. Skepta                                                              |
| 2025 | Toxic Music                            | — | — | — | UK21 (2 Wo.)UK | US34 (2 Wo.)US | Charteinstieg: 23. März 2025 Playboi Carti feat. Skepta                            |

## Statistik

### Chartauswertung
|                     | DE    | AT    | CH    | UK    | US    |
| ------------------- | ----- | ----- | ----- | ----- | ----- |
| Nummer-eins-Alben   | DE—DE | AT—AT | CH—CH | UK—UK | US—US |
| Top-10-Alben        | DE—DE | AT—AT | CH—CH | UK3UK | US—US |
| Alben in den Charts | DE1DE | AT1AT | CH4CH | UK5UK | US1US |

|                       | DE    | AT    | CH    | UK     | US    |
| --------------------- | ----- | ----- | ----- | ------ | ----- |
| Nummer-eins-Singles   | DE—DE | AT—AT | CH—CH | UK—UK  | US—US |
| Top-10-Singles        | DE—DE | AT—AT | CH—CH | UK2UK  | US—US |
| Singles in den Charts | DE1DE | AT1AT | CH3CH | UK48UK | US4US |

### Auszeichnungen für Musikverkäufe
| Silberne Schallplatte - Vereinigtes Königreich - 2022: für das Lied It Ain’t Safe - 2025: für das Lied Ace Hood Flow Goldene Schallplatte - Australien - 2021: für die Single Greaze Mode - 2024: für das Lied Skepta Interlude - 2025: für die Single Victory Lap - Dänemark - 2021: für das Album Konnichiwa - 2025: für die Single Shutdown - Europa (Impala) - 2016: für die Single Shutdown - Neuseeland - 2020: für das Album Konnichiwa - 2025: für das Album Ignorance Is Bliss - Polen - 2024: für die Single Praise the Lord (Da Shine) (Durdenhauer Edit) - Schweden - 2018: für die Single Praise the Lord (Da Shine) Platin-Schallplatte - Italien - 2023: für die Single Praise the Lord (Da Shine) - Neuseeland - 2025: für die Single Shutdown - Spanien - 2025: für die Single Praise the Lord (Da Shine) - Südafrika - 2023: für das Lied Longtime | 2× Platin-Schallplatte - Dänemark - 2023: für die Single Praise the Lord (Da Shine) 3× Platin-Schallplatte - Australien - 2019: für die Single Praise the Lord (Da Shine) - Griechenland - 2024: für die Single Praise the Lord (Da Shine) - Kanada - 2019: für die Single Praise the Lord (Da Shine) 4× Platin-Schallplatte - Polen - 2024: für die Single Praise the Lord (Da Shine) 6× Platin-Schallplatte - Neuseeland - 2024: für die Single Praise the Lord (Da Shine) Diamantene Schallplatte - Frankreich - 2022: für die Single Praise the Lord (Da Shine) |

Anmerkung: Auszeichnungen in Ländern aus den Charttabellen bzw. Chartboxen sind in ebendiesen zu finden.
| Land/RegionAuszeichnungen für Musikverkäufe (Land/Region, Auszeichnungen, Verkäufe, Quellen) | Silber       | Gold       | Platin       | Diamant  | Verkäufe  | Quellen              |
| -------------------------------------------------------------------------------------------- | ------------ | ---------- | ------------ | -------- | --------- | -------------------- |
| Australien (ARIA)                                                                            | —            | 3× Gold3   | 3× Platin3   | —        | 315.000   | aria.com.au          |
| Dänemark (IFPI)                                                                              | —            | 2× Gold2   | 2× Platin2   | —        | 235.000   | ifpi.dk DK2          |
| Deutschland (BVMI)                                                                           | —            | Gold1      | —            | —        | 200.000   | musikindustrie.de    |
| Europa (Impala)                                                                              | —            | Gold1      | —            | —        | (75.000)  | impalamusic.org      |
| Frankreich (SNEP)                                                                            | —            | —          | —            | Diamant1 | 333.333   | snepmusique.com      |
| Griechenland (IFPI)                                                                          | —            | —          | 3× Platin3   | —        | 60.000    | Einzelnachweise      |
| Italien (FIMI)                                                                               | —            | —          | Platin1      | —        | 100.000   | fimi.it              |
| Kanada (MC)                                                                                  | —            | —          | 3× Platin3   | —        | 240.000   | musiccanada.com      |
| Neuseeland (RMNZ)                                                                            | —            | 2× Gold2   | 7× Platin7   | —        | 225.000   | radioscope.co.nz NZ2 |
| Polen (ZPAV)                                                                                 | —            | Gold1      | 4× Platin4   | —        | 225.000   | olis.pl              |
| Schweden (IFPI)                                                                              | —            | Gold1      | —            | —        | 20.000    | sverigetopplistan.se |
| Schweiz (IFPI)                                                                               | —            | Gold1      | —            | —        | 15.000    | hitparade.ch         |
| Spanien (Promusicae)                                                                         | —            | —          | Platin1      | —        | 60.000    | elportaldemusica.es  |
| Südafrika (RISA)                                                                             | —            | —          | Platin1      | —        | 20.000    | risa.org.za          |
| Vereinigte Staaten (RIAA)                                                                    | —            | —          | 4× Platin4   | —        | 4.000.000 | riaa.com             |
| Vereinigtes Königreich (BPI)                                                                 | 16× Silber16 | 6× Gold6   | 6× Platin6   | —        | 8.180.000 | bpi.co.uk            |
| Insgesamt                                                                                    | 16× Silber16 | 18× Gold18 | 35× Platin35 | Diamant1 |           |                      |